# Psittacula derbiana
La cotorra de Derby (Psittacula derbiana) es una especie de ave psitaciforme de la familia Psittaculidae que vive en sur de Asia. Habita en los bosques fronterizos entre China y la India, Birmania y Bután. Su nombre conmemora al naturalista inglés Edward Smith-Stanley, 13º conde de Derby.

## Descripción

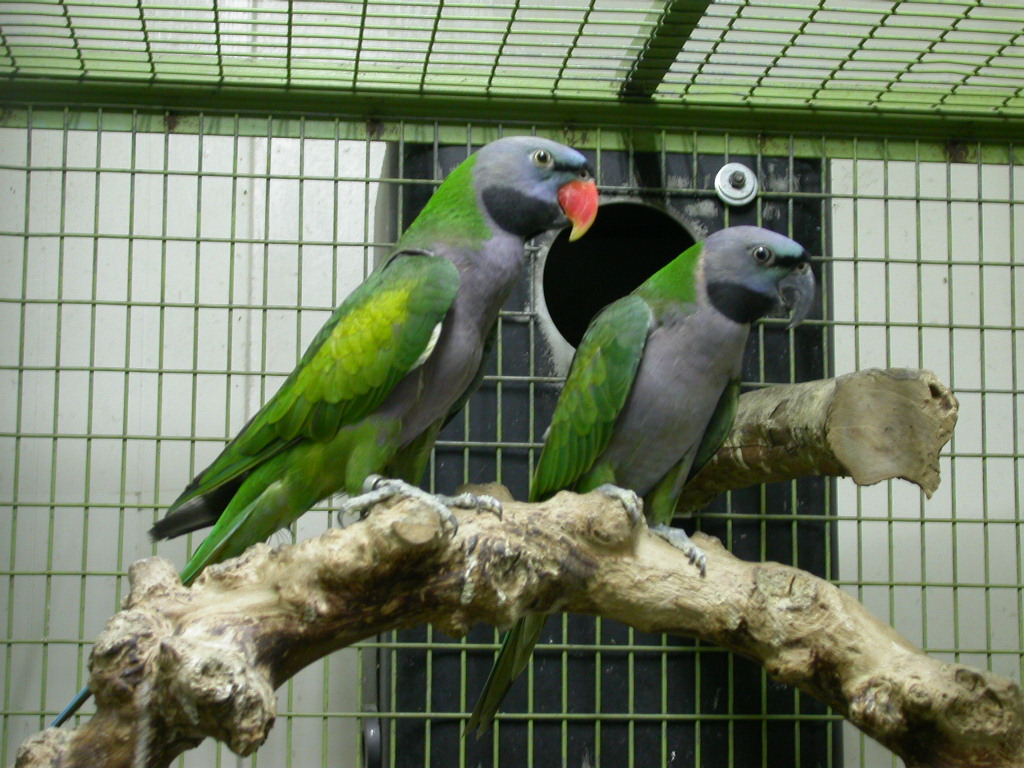
Macho (izq.) y hembra (dcha.).

La cotorra de Derby mide alrededor de 50 cm de largo, y presenta cierto dimorfismo sexual. Su plumaje es principalmente verde, salvo el de su pecho, parte superior del vientre y frontal del cuello que es gris violáceo; y su cabeza que es azulada, con dos listas negras en el frontal de su rostro, una de ojo a ojo atravesando la frente y otra más ancha que ocupa la garganta y los laterales inferiores de la cabeza. Además las plumas de cola tienen bordes azules. Tiene un pico robusto y muy curvado hacia abajo. La parte superior del pico de los machos es de color rojo con la punta amarilla y la mandíbula inferior negruzca, mientras que el de las hembras es negruzco en su totalidad. El iris de sus ojos es de color blanquecino amarillento.
Los inmaduros son de tonos más apagados, con el píleo verde, el pico rojizo y el iris de sus ojos es oscuro y se aclara con la edad.

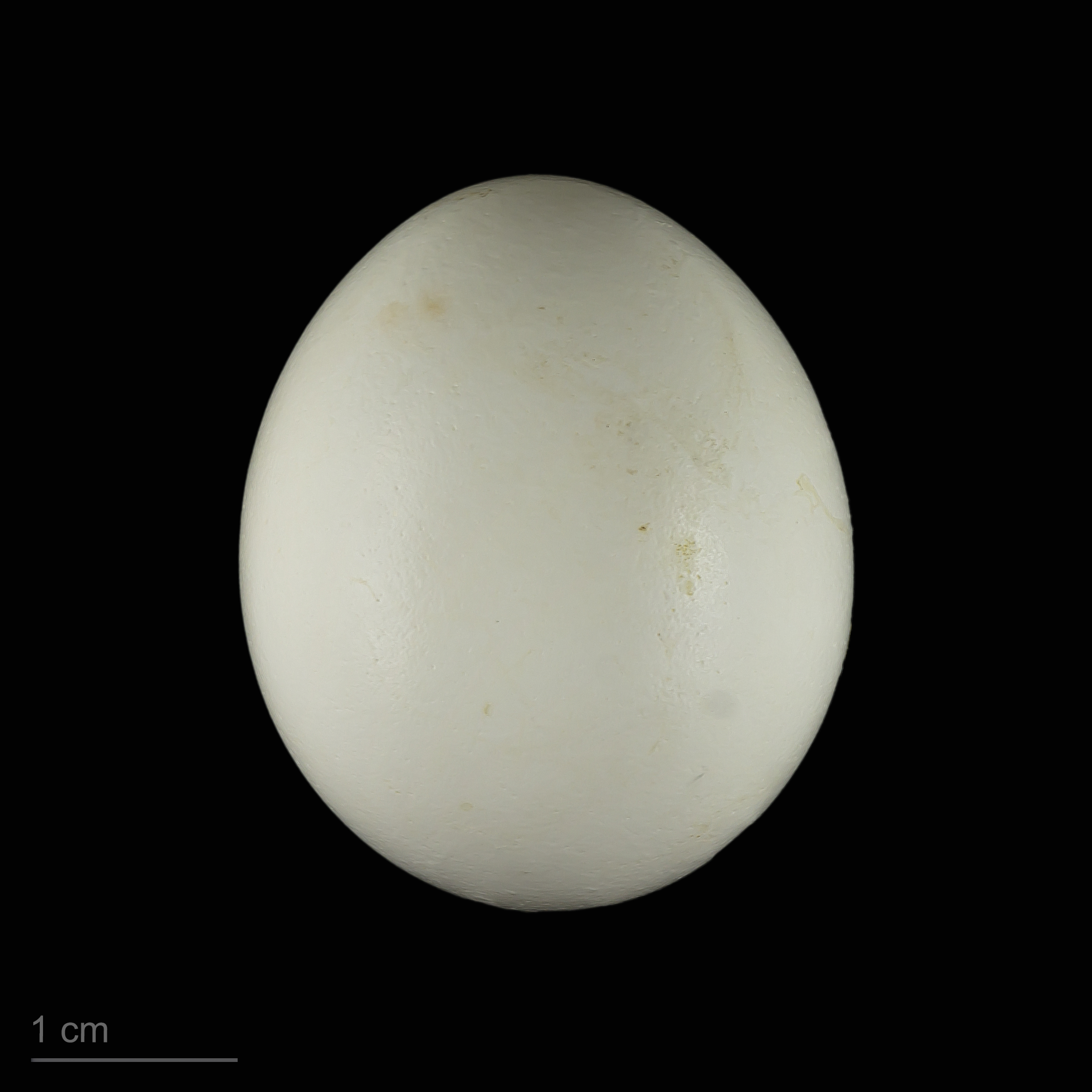
Psittacula derbiana - MHNT